# Humphrey Procter-Gregg
Humphrey Procter-Gregg (Kirkby Lonsdale, Cúmbria), 31 de juliol, 1895 - Grange-over-Sands, Cumbria, 13 d'abril, 1980), va ser un compositor i acadèmic anglès.

## Carrera
Humphrey Procter-Gregg es va educar al King William's College a l'illa de Man i a Peterhouse Cambridge, on va ser estudiós d'orgue. Va estudiar música amb Charles Villiers Stanford (va ser dels seus últims alumnes), Charles Wood i Julius Harrison al Royal College of Music de Londres i va obtenir una beca a La Scala de Milà.
Després de graduar-se, va treballar a diversos teatres d'òpera (com ara el Covent Garden, amb la Companyia Nacional Britànica de Thomas Beecham i Carl Rosa) com a director d'escena, productor o gestor. Mentre era cap del Departament d'Òpera del Royal College of Music a la dècada de 1920, va dirigir i dissenyar les seves primeres produccions de The Shepherds of the Delectable Mountains i Hugh the Drover de Ralph Vaughan Williams, i va produir Sir John in Love.

El 1936 Procter-Gregg va esdevenir Lector de Música a la Universitat de Manchester, on, com a professor emèrit, el 1952 va fundar la càtedra de Música; es va retirar el 1962, i el va succeir Hans F. Redlich. Van ser estudiants seus Harrison Birtwistle, Peter Maxwell Davies, Alexander Goehr, Peter Hope, Elgar Howarth, John Ogdon, John McCabe, Ernest Tomlinson i David Wilde entre d'altres menys coneguts. Hope el recordava com «molt passat de moda. Va arribar gairebé fins a Delius, però res més enllà d'això». Peter Maxwell Davies va ser encara més dur en el seu menyspreu:
| «                      | Procter-Gregg odiava qualsevol cosa de Stravinski o Bártok, i es referia a Beethoven com a aquell terrible bow-wow alemany. Vaig anar-hi per fer composició, però jo li desagradava tant i no li agradava gens la música que vaig escriure i a mi em desagradava tant ell, que molt que més o menys d'acord mutu em van fer fora del curs de composició. | » |
| — Peter Maxwell Davies | |   |

Mentre estava a Manchester, va encoratjar la interpretació i la composició de música de cambra i va fundar l'Ad Solem Ensemble, un cor de cambra que encara existeix. Els seus dissenys per a la sala de concerts de Denmark Road van donar una de les millors acústiques per a música de cambra al nord d'Anglaterra. Mentre va estar-se a Manchester va viure al núm al 66 de Platt Lane, Rusholme.
El 1962 va esdevenir director del London Opera Centre, però va haver de dimitir l'abril de 1964 a causa de problemes de salut. Es va retirar a viure a Windermere (Cúmbria) per centrar-se en la traducció i la composició d'òpera. El 1971 va ser nomenat Commander del Molt Excel·lent Orde de l'Imperi Britànic (CBE) pels serveis a la música. El 31 d'octubre de 1975 es va celebrar un concert d'homenatge al seu 80è aniversari a Denmark Road, en el qual Robert Ashworth va interpretar la seva Sonata per a trompa.
Humphrey Procter-Gregg va morir, als vuitanta-quatre anys, en una residència d'ancians a Grange-over-Sands.

## Composició i escriptura
Entre les seves composicions hi ha un Concert per a clarinet (al voltant de 1940) que s'ha gravat, obres per a veu i orquestra, dos quartets de corda numerats, un trio de cordes, quatre sonates per a violí (incloent la Sonata per a violí núm. 1 en la menor de 1936, dedicada a Albert Sammons), la Sonata per a clarinet (1943) i la Sonata per a trompa en la (1975). Per a piano sol, va compondre un conjunt de 24 preludis, quatre llibres de Westmoreland Sketches (publicats pòstumament el 1983), la Sonata per a piano en do menor (The Sea) i moltes peces més curtes. També hi ha nombroses cançons i arranjaments corals breus. La seva darrera peça, Variations on an Air from Aberdeenshire per a violí i piano, va completar-la just abans de morir.
Procter-Gregg va produir unes 20 traduccions d'òpera i diverses altres adaptacions angleses de textos per a música. Va compilar i editar el llibre Sir Thomas Beecham: Conductor and Impresario el 1972.